# Amplatz-BMC/Saison 2015
Dieser Artikel listet Erfolge und Fahrer des Radsportteams Amplatz-BMC in der Saison 2015 auf.

## Erfolge in der UCI Europe Tour
In der Saison 2015 gelangen dem Team nachstehende Erfolge in der UCI Europe Tour.
| Datum             | Rennen                                       | Kat. | Sieger          |
| ----------------- | -------------------------------------------- | ---- | --------------- |
| 19. April         | Banja Luka-Belgrad II                        | 1.2  | Andi Bajc       |
| 12. Juni          | Slowenische Meisterschaft – Einzelzeitfahren | CN   | Jan Tratnik     |
| 6. August         | 2. Etappe Ungarn-Rundfahrt                   | 2.2  | Marek Čanecký   |
| 8. August         | 4. Etappe Ungarn-Rundfahrt                   | 2.2  | Andi Bajc       |
| 9. August         | 5. Etappe Ungarn-Rundfahrt                   | 2.2  | Jan Tratnik     |
| 12. September     | 2. Etappe Hradec Králové–Wrocław             | 2.2  | Jan Tratnik     |
| 11.–13. September | Gesamtwertung Hradec Králové–Wrocław         | 2.2  | Jan Tratnik     |
| 20. September     | Rund um Sebnitz                              | 1.2  | Maximilian Kuen |

## Abgänge – Zugänge
| Zugänge         | Team 2014                  | Abgänge              | Team 2015                    |
| --------------- | -------------------------- | -------------------- | ---------------------------- |
| Maximilian Kuen | Gebrüder Weiss-Oberndorfer | Stephan Rabitsch     | Team Felbermayr Simplon Wels |
| Dennis Paulus   | Gourmetfein Simplon Wels   | Michael Gaubitzer    | Unbekannt                    |
| Thomas Umhaller | Gourmetfein Simplon Wels   | Stefan Poll          | Unbekannt                    |
| Gerd Fidler     | Neoprofi                   | Lukas Strutzenberger | Unbekannt                    |
| Thomas Gruber   | Neoprofi                   |                      |                              |

## Mannschaft
| Name              | Geburtstag         | Nationalität |
| ----------------- | ------------------ | ------------ |
| Andi Bajc         | 14. November 1988  | Slowenien    |
| Dejan Bajt        | 28. Oktober 1987   | Slowenien    |
| Marek Čanecký     | 17. Juni 1988      | Slowakei     |
| Gerd Fidler       | 12. September 1996 | Österreich   |
| Thomas Gruber     | 23. März 1996      | Österreich   |
| Maximilian Kuen   | 26. Mai 1992       | Österreich   |
| Péter Kusztor     | 27. Dezember 1984  | Ungarn       |
| Dennis Paulus     | 22. September 1994 | Österreich   |
| Paul Redtenbacher | 15. Juni 1995      | Österreich   |
| Lukas Stoiber     | 17. November 1989  | Österreich   |
| Jan Tratnik       | 23. Februar 1990   | Slowenien    |
| Andreas Umhaller  | 20. Februar 1992   | Österreich   |
| Thomas Umhaller   | 6. Juli 1995       | Österreich   |